# 妇女参政论者

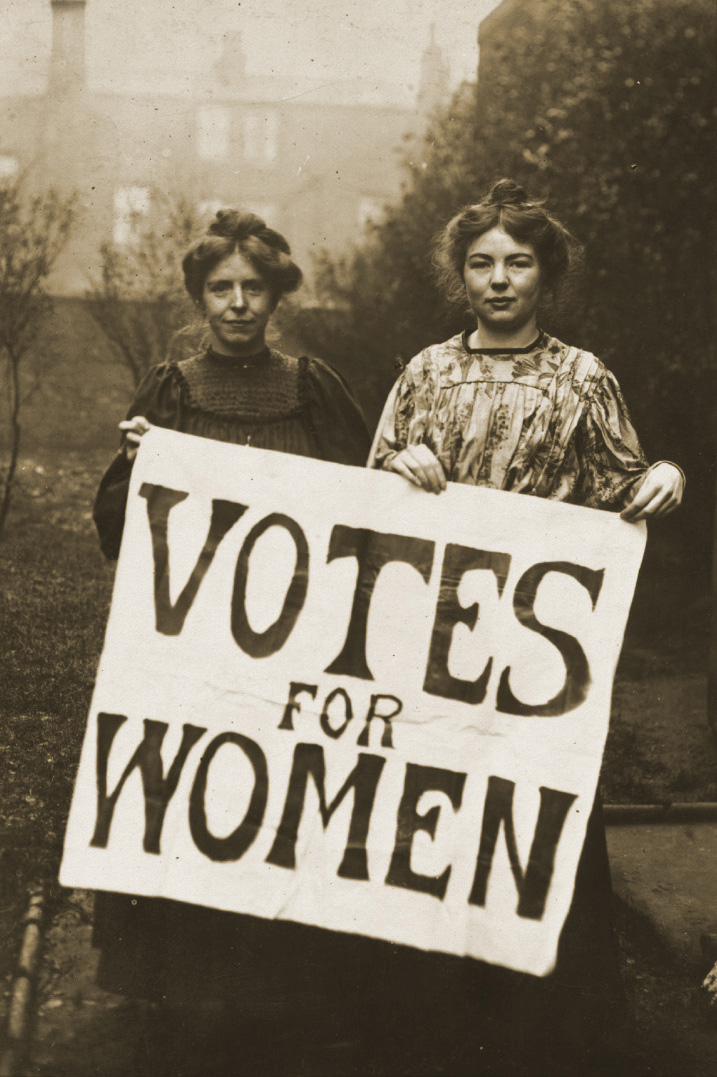
妇女社会政治联盟（WSPU）激进分子安妮·肯尼和克丽丝特贝尔·潘克赫斯特

妇女参政论者（英語：Suffragettes）指19世纪末20世纪初提倡扩大女性在公共选举中选举权利组织的成员，特别指妇女社会政治联盟（WSPU）成员等英国的激进分子。妇女政权论者（Suffragist）是妇女参政运动成员的总称。
“妇女参政论者”一词跟艾米琳·潘克斯特和克丽丝特贝尔·潘克赫斯特领导的WSPU关系尤为密切，他们深受绝食等俄罗斯式抗议手段影响。尽管1881年马恩岛授予持有资产的女性在该岛议会中投票的权利，但新西兰到1893年才成为首个赋予所有21岁以上女性在议会选举中投票权利的自治国家。在當時隸屬英國的澳洲，南澳大利亚於1895年女性也获得同样的权利，并获得派代表参与议会的权利，西澳大利亞於1899年通過類似法律賦予女性投票權。直到1902年，澳大利亞聯邦成立，法律賦予全體女性在全國範圍的選舉中享有參選和投票權。但澳洲原住民直到1962年才正式獲得投票權。
在美国，西部地区怀俄明州和犹他州分别于1869年1870年允许21岁以上白人女性投票，到1919年除南部各州外，所有州的妇女都获得投票权。随着1920年第十九修正案的生效，妇女选举扩大到全美各地，当时适逢1920年大选。自1919年开始，加拿大21岁以上妇女获准投票。
1918年，英国30岁以上的妇女若符合一定的财产资格都获得投票权；到1928年，妇女选举权扩大到21岁以上的所有妇女。

## 起源

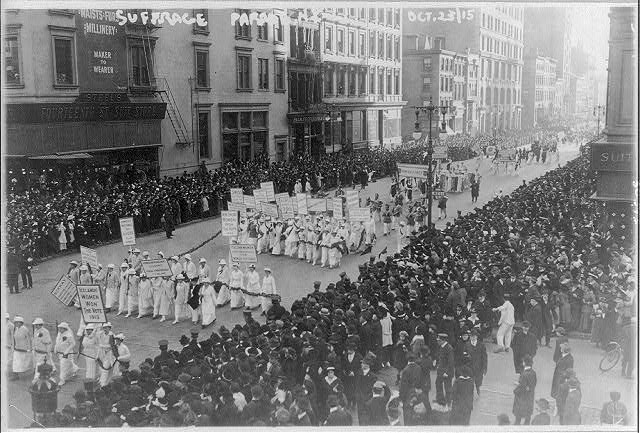
1915年纽约妇女参政论者游行

英国妇女参政论者大多出身于上层和中产阶级背景，对她们的社会和经济环境感到沮丧。她们为求社会内部变革，在约翰·斯图亚特·密尔等人倡导妇女权利作品的伴随下作出斗争，这足以发起一场汇集为选举权斗争的女性群体组织的运动。1865年，密尔在英国选民发表演说时介绍了妇女参政权的理念。随后为同样的理由而斗争的无数男女加入密尔。
“妇女参政论者”一词起先被《每日邮报》记者查尔斯·E.汉斯（Charles E. Hands）用作讽刺词语来形容妇女参政论者运动中的积极分子，尤其是妇女社会政治联盟的成员。但他打算嘲笑的妇女们将这个词改为“suffraGETtes”（强调g），暗示她们不仅想投票，而且打算得到投票权。
全国妇女选举权联盟成立于1897年，由当地妇女参政论者社团组成。联盟领导者米莉森特·福西特坚持修宪运动，散发宣传单张，组织会议，递交请愿信，但运动收效甚微。1903年，艾米琳·潘克斯特组建新组织妇女社会政治联盟。她认为这场运动如果要起到效果，必须变得激进和好战。
参与者采用了过激的手段，尤其是从沙皇手下逃到英国的俄国流亡者那儿学会了绝食。当时的许多妇女参政论者以及自那时起的大多数历史学家都认为激进份子的行为违背了她们的初衷。当时看到证据的反对者认为女性太过情绪化，不能像男性那样用逻辑思考问题。

## 发展过程

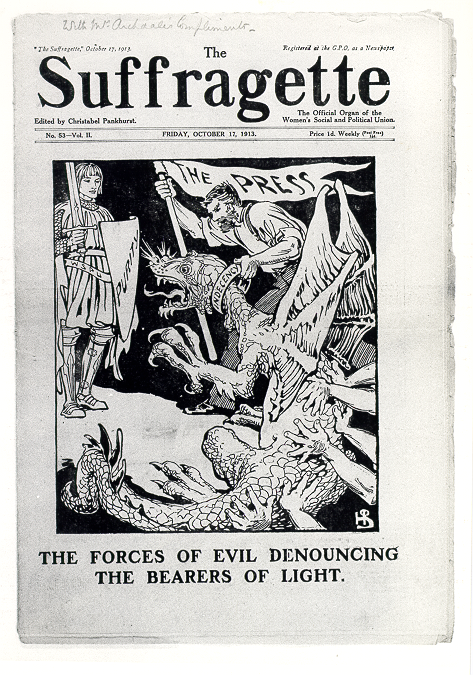
1913年10月7日的《妇女参政论者》

1909年，WSPU发售纸牌游戏“Pank-A-Squith”，以提高运动的关注度并筹集资金。纸牌游戏设计成螺旋状，玩家必须带领她们的人偶穿过首相H·H·阿斯奎斯和自由党政府的障碍，从家里前往议会。曼彻斯特人民历史博物馆在主长廊展出了一套纸牌游戏和供游客把玩的复制版。

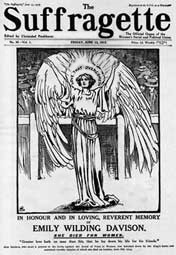
《妇女参政论者报》专门纪念埃米莉·戴維森的特刊

1912年是英国妇女参政论者的转折点，她们转而采用更加激进的战术，把自己绑在栏杆上、对邮筒纵火、砸碎窗户，还不时发动炸弹袭击。1914年，全英至少有七座教堂被炸弹袭击或纵火，其中，西敏寺发生一次爆炸，目标是有700年历史的圣爱德华宝座。宝座尽管靠近炸弹，但只受了轻微的损伤，得以保存下来。
在1913年6月4日的埃普瑟姆德比大赛上，女权主义者埃米莉·戴維森死于乔治五世的马安默（Anmer）的马蹄下。艾米莉是否把写着“为妇女投票”的旗帜钉在马上引发了争论。她们的许多同行被监禁，把拒绝进食作为对抗政府的恐怖策略。当时由阿斯奎斯领导的自由党政府以猫捉老鼠法作为回应。另外一名突出的英国妇女参政论者索菲亚·杜雷普·辛格几乎被遗忘了70年。

## 延伸阅读
Atkinson, Diane. . London: Museum of London. 1992. ISBN 978-0-904-81853-6.
Hannam, June. . Women's History Review. 2005, 14 (3–4): 543–560. doi:10.1080/09612020500200438. 
Leneman, Leah.  2nd. Edinburgh: Mercat Press. 1995. ISBN 978-1-873-64448-5.
Liddington, Jill; Norris, Jill.  2nd. London: Rivers Oram Press. 2000. ISBN 978-1-854-89110-5.
Mayhall, Laura E. Nym. . Journal of Women's History. 2000, 12 (1): 172–181. doi:10.1353/jowh.2000.0023. 
———. . New York, NY: Oxford University Press. 2003. ISBN 978-0-195-15993-6.
Purvis, June. . London: Routledge. 2002. ISBN 978-0-415-23978-3.
Purvis, Jane; Sandra, Stanley Holton (编). . London: Routledge. 2000. ISBN 978-0-415-21458-2.
Rosen, Andrew.  Reprint. Abingdon: Routledge. 2013 [1974]. ISBN 978-0-415-62384-1.
Smith, Harold L.  Revised 2nd. Abingdon: Routledge. 2010. ISBN 978-1-408-22823-4.
Wingerden, Sophia A. van. . Basingstoke: Palgrave Macmillan. 1999. ISBN 978-0-333-66911-2.

### 原始文献
- Estelle Sylvia Pankhurst. The suffragette; the history of the women's militant suffrage movement, 1905–1910 (New York Sturgis & Walton Company, 1911).